# Péter Bozsik
Péter Bozsik (Boedapest, 30 oktober 1961) is een Hongaarse voetbalcoach die in maart 2006 Lothar Matthäus opvolgde als bondscoach van Hongarije. Oud-international Lajos Détári fungeerde in die periode als zijn assistent. Bozsik is de zoon van de Hongaarse voetballer József Bozsik. Voordien was hij trainer van Vasas SC, Zalaegerszegi TE en Szombathelyi Haladás. Bozsik werd al na zeven interlands ontslagen als bondscoach, nadat de nationale ploeg op 11 oktober 2006 een 2-1 nederlaag leed tegen het nietige Malta. Hij werd opgevolgd door Péter Várhidi.
| Interlands Hongarije onder leiding van Péter Bozsik | Interlands Hongarije onder leiding van Péter Bozsik | Interlands Hongarije onder leiding van Péter Bozsik | Interlands Hongarije onder leiding van Péter Bozsik | Interlands Hongarije onder leiding van Péter Bozsik | Interlands Hongarije onder leiding van Péter Bozsik |
| №                                                   | Datum                                               | Wedstrijd                                           | Uitslag                                             | Competitie                                          |                                                     |
| --------------------------------------------------- | --------------------------------------------------- | --------------------------------------------------- | --------------------------------------------------- | --------------------------------------------------- | --------------------------------------------------- |
| 1                                                   | 24.05.2006                                          | Hongarije − Nieuw-Zeeland                           | 2 − 0                                               | Oefeninterland                                      |                                                     |
| 2                                                   | 30.05.2006                                          | Engeland − Hongarije                                | 3 − 1                                               | Oefeninterland                                      |                                                     |
| 3                                                   | 16.08.2006                                          | Oostenrijk − Hongarije                              | 1 − 2                                               | Oefeninterland                                      |                                                     |
| 4                                                   | 02.09.2006                                          | Hongarije − Noorwegen                               | 1 − 4                                               | EK-kwalificatie                                     |                                                     |
| 5                                                   | 06.09.2006                                          | Bosnië en Herzegovina − Hongarije                   | 1 − 3                                               | EK-kwalificatie                                     |                                                     |
| 6                                                   | 07.10.2006                                          | Hongarije − Turkije                                 | 0 − 1                                               | EK-kwalificatie                                     |                                                     |
| 7                                                   | 11.10.2006                                          | Malta − Hongarije                                   | 2 − 1                                               | EK-kwalificatie                                     |                                                     |